# Halssjön
Halssjön är en sjö i Piteå kommun i Norrbotten och ingår i Alterälven-Piteälvens kustområde. Sjön har en area på 0,0493 kvadratkilometer och ligger 22,3 meter över havet.

## Delavrinningsområde
Halssjön ingår i det delavrinningsområde (725409-176702) som SMHI kallar för Rinner mot Yttrefjärden. Medelhöjden är 16 meter över havet och ytan är 16,12 kvadratkilometer. Det finns inga avrinningsområden uppströms utan avrinningsområdet är högsta punkten. Avrinningsområdets utflöde mynnar i havet, utan att ha någon enskild mynningsplats. Avrinningsområdet består mestadels av skog (40 procent) och öppen mark (14 procent). Avrinningsområdet har 0,05 kvadratkilometer vattenytor vilket ger det en sjöprocent på 0,3 procent. Bebyggelsen i området täcker en yta av 5,27 kvadratkilometer eller 33 procent av avrinningsområdet.